# Jüdische Gemeinde Öttershausen
Die Jüdische Gemeinde Öttershausen war eine Israelitische Kultusgemeinde auf dem Gebiet des heutigen Weilers Öttershausen auf der Gemarkung des Volkacher Ortsteils Gaibach im unterfränkischen Landkreis Kitzingen. Die Gemeinde etablierte sich im 18. Jahrhundert und löste sich um das Jahr 1880 auf.

## Geschichte
Bereits im 15. Jahrhundert lebten mehrere Juden in Öttershausen, welches zu diesem Zeitpunkt noch ein Dorf mit über zehn Hofstellen war. Ein Gerichtsbuch erwähnt im Jahr 1472 jüdische Bewohner im Ort. Bis ins 19. Jahrhundert schweigen die Quellen dann über jüdische Bevölkerung in Öttershausen. Um 1800 hatte Öttershausen etwa 100 Bewohner, immerhin etwa 30 von ihnen waren jüdischen Glaubens.
Im Jahr 1817 erwähnen die Matrikellisten des Königreichs Bayern fünf jüdische Familienvorstände im Dorf. Zu dieser Zeit durften sie erstmals eigene Nachnamen annehmen. Samuel Mayer betätigte sich als Vieh- und Weinhändler, Loeser Benedict Guttmann handelte ebenfalls mit Tieren. Benedict Hirsch und Raphael Benedict Frank übten ebenfalls den Beruf des Viehhändlers aus. Isaac Mayer Böhr hatte sich dagegen auf den Handel mit Pferden spezialisiert.
Die kleine jüdische Gemeinde unterhielt eine Synagoge, die sich im Norden des Gutshofes in einer rein jüdischen Siedlung befand. Daneben bestand eine Religionsschule mit Lehrerwohnung und wahrscheinlich eine Mikwe. Ein Lehrer war gleichzeitig als Schochet und Vorbeter angestellt. Namentlich ist Asser Stein als Lehrer nachgewiesen. Er wechselte 1867 nach Giebelstadt. Durch Wegzug löste sich die Gemeinde bis um 1880 auf. Bis zum Ende des 20. Jahrhunderts waren noch Reste der Synagoge zu finden.

## Gemeindeentwicklung
Die Kultusgemeinde war ab dem Jahr 1839 dem bayerischen Distriktsrabbinat Niederwerrn zugeordnet, welches ab 1864 ins Distriktsrabbinat Schweinfurt umgewandelt wurde. 
| Jahr    | Mitglieder | Jahr | Mitglieder | Jahr | Mitglieder | Jahr | Mitglieder |
| ------- | ---------- | ---- | ---------- | ---- | ---------- | ---- | ---------- |
| um 1800 | ca. 30     | 1814 | 43         | 1830 | 37         | 1875 | 12         |